# Birkenrindentext Nr. 292

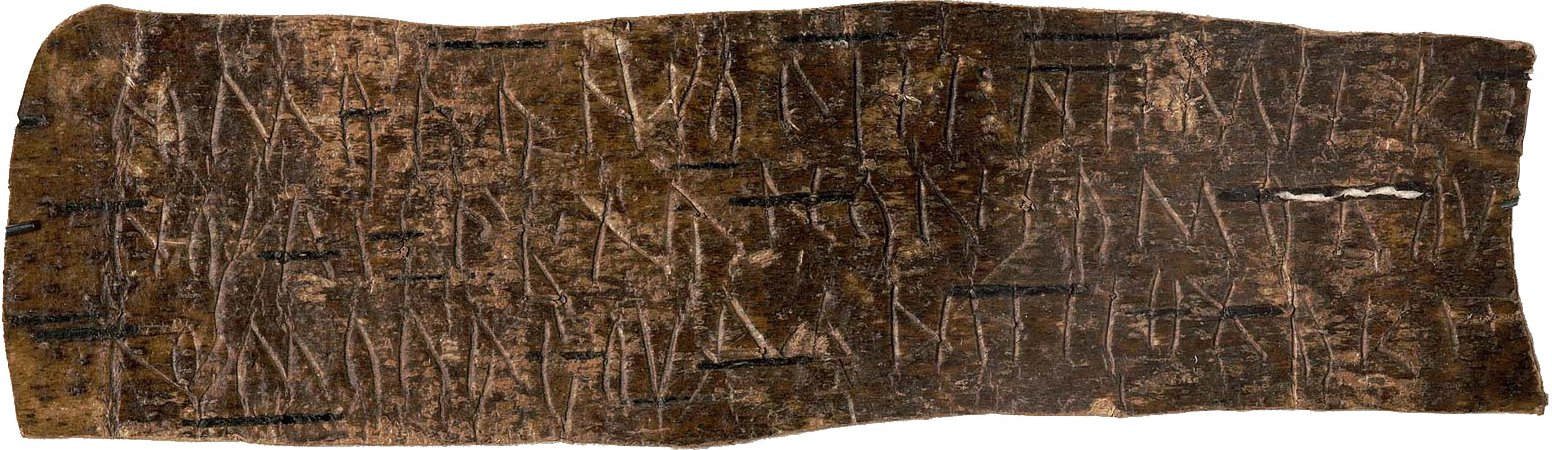
Birkenrindentext Nr. 292

Der Birkenrindentext Nr. 292 (russisch Новгородская берестяная грамота № 292 Nowgorodskaja berestjanaja gramota) ist das älteste bekannte Dokument in einer ostseefinnischen Sprache. Der Birkenrindentext wird auf den Anfang des 13. Jahrhunderts datiert. Er wurde 1957 von einer sowjetischen Expedition unter der Leitung von Artemi Arzichowski bei den Ausgrabungen in Nerewski bei Nowgorod geborgen. Er befindet sich heute im Staatlichen Museumsreservat Nowgorod.
Die verwendete Sprache wird als eine archaische Form des Livvischen angesehen, die Sprache, deren heutige Form in Olonez gesprochen wird. Aufgrund des spärlichen Materials ist die genaue Verwandtschaft jedoch nur schwer festzustellen.

## Text
Der Text ist in kyrillischer Schrift in karelischem Dialekt verfasst. Die Transkription wird wie folgt wiedergegeben:
юмолануолиїнимижи
ноулисѣханолиомобоу
юмоласоудьнииохови

## Interpretation
Im Laufe der Jahre wurden verschiedene Übersetzungen vorgeschlagen. Übersicht:
Juri Jelissejew
Juri Jelissejew schlug 1959 folgende Transliteration und Übersetzung vor:
| Transliteration                                                     | Finnische Übertragung                                                               | Deutsche Übertragung                                                                        |
| jumolanuoli ï nimizi nouli se han oli omo bou jumola soud'ni iohovi | Jumalannuoli, kymmenen [on] nimesi Tämä nuoli on Jumalan oma Tuomion-Jumala johtaa. | Gottes Pfeil, zehn [ist/mal] dein Name Dies ist der Pfeil ist Gottes eigener Der Ukko führt |

Jelissejew vermutet, dass es sich um eine Anrufung gegen Blitzschlag handelt, was er auf die Konstruktion "zehn [ist/mal] dein Name" zurückführt. Die Kenntnis eines Namens gibt einem Menschen nach schamanistischer Vorstellung Macht über einen Gegenstand, Person oder Phänomen.
Martti Haavio
Da die Orthographie keine Satzzeichen benutzt, kann der Text auch anders gelesen werden. Martti Haavio interpretierte den Text 1964 als eine Art Eid:
| Transliteration                                                        | Finnische Übertragung                                                         | Deutsche Übertragung                                                      |
| jumolan nuoli inimizi nouli sekä n[u]oli omo bou jumola soud'nii okovy | Jumalan nuoli, ihmisen nuoli sekä nuoli oma. [Tuomion jumalan kahlittavaksi.] | Gottes Pfeil, Mannes Pfeil, und (sein) eigener Pfeil. (Gebunden an Ukko). |

Jewgeni Chelimski
Jewgeni Chelimski kritisiert in einem Aufsatz von 1986 Haavios Interpretation und interpretiert den Text selbst auch als Anrufung:
| Transliteration                                                               | Finnische Übertragung                                                                            | Deutsche Übertragung                                                  |
| Jumalan nuoli 10 nimezi Nuoli säihä nuoli ambu Jumala suduni ohjavi (johavi?) | Jumalan nuoli 10 nimesi Nuoli säihkyvä nuoli ampuu Suuto-Jumala (Syyttö-Jumala)* ohjaa (johtaa?) | Gottes Pfeil, zehn dein Name Pfeil glitzert, Pfeil fliegt Ukko leitet |

- Syyttö-Jumala könnte auch mit "Gott zur Schuld" oder "Gott gibt Schuld" übersetzt werden; in modernen Finnischen bedeutet syyttää = beschuldigen, verfolgen.